# Guaiacol
Guaiacol is een organische aromatische verbinding, die verkregen wordt uit het hars van bomen uit het geslacht Guaiacum. Het kan ook geïsoleerd worden uit teer afkomstig van hardhout (Fagus).
De stof is een kleurloze tot lichtgele olie of vaste, kristallijne stof, met een karakteristieke geur. Bij blootstelling aan licht en lucht wordt ze donkerder. De stof wordt vast bij 28 °C, maar men kan ze ook nog op merkelijk lagere temperatuur vloeibaar houden.

## Synthese
Een industriële methode is de methylering van catechol (1,2-dihydroxybenzeen). Dit kan door de reactie van pyrocatechol met methanol, in aanwezigheid van boorfosfaat als katalysator.
Een alternatief is de reactie van pyrocatechol met methyleenchloride in aanwezigheid van natrium- of kaliumcarbonaat of -bicarbonaat.
Een andere mogelijkheid is de hydrolyse van het diazoniumzout van o-anisidine in aanwezigheid van zwavelzuur of zouten van zwavelzuur, zoals kopersulfaat.

## Toepassing
Guaiacol en een aantal derivaten ervan (guaiacolbenzoaat, guaiacolcarbonaat, guaiacolfosfaat, guaifenesine), worden in de geneeskunde en diergeneeskunde gebruikt als expectorans (bevordert het ophoesten van longslijm).
Guaiacol wordt ook gebruikt voor de synthetische productie van vanilline.